# Vilho Setälä
 (novembre 2019).
Si vous disposez d'ouvrages ou d'articles de référence ou si vous connaissez des sites web de qualité traitant du thème abordé ici, merci de compléter l'article en donnant les références utiles à sa vérifiabilité et en les liant à la section « Notes et références ».
Vilho Suonio Setälä (Helsinki, 4 septembre 1892 - Espoo, 11 avril 1985) est un photographe, journaliste, espérantiste, scientifique, écrivain finlandais.